# Episodi di My Spy Family (terza stagione)
La terza stagione della serie My Spy Family è stata trasmessa in prima visione nel Regno Unito da Boomerang dal 5 settembre 2008 al 23 gennaio 2010; in Italia è inedita.
| nº | Titolo originale               | Titolo italiano | Prima TV UK       | Prima TV Italia |
| -- | ------------------------------ | --------------- | ----------------- | --------------- |
| 1  | The Back in Batley Affair      |                 | 5 settembre 2009  |                 |
| 2  | The Des Mondi Code Affair      |                 | 12 settembre 2009 |                 |
| 3  | The 1950s Affair               |                 | 12 settembre 2009 |                 |
| 4  | The Cammy Loves Spikey Affair  |                 | 26 settembre 2009 |                 |
| 5  | The Chat Show Affair           |                 | 3 ottobre 2009    |                 |
| 6  | The Back Scratch Affair        |                 | 10 ottobre 2009   |                 |
| 7  | The Spy Pod Affair             |                 | 17 ottobre 2009   |                 |
| 8  | The Hoop Loop Snoop Affair     |                 | 24 ottobre 2009   |                 |
| 9  | The Black Widows Affair        |                 | 31 ottobre 2009   |                 |
| 10 | The Fakers & Adders Affair     |                 | 7 novembre 2009   |                 |
| 11 | The Trophy Affair              |                 | 14 novembre 2009  |                 |
| 12 | The Election Affair            |                 | 21 novembre 2009  |                 |
| 13 | The Schoolboy Spy Affair       |                 | 28 novembre 2009  |                 |
| 14 | The Awful Aunty Affair         |                 | 5 dicembre 2009   |                 |
| 15 | The Thick-Skinned Spike Affair |                 | 12 dicembre 2009  |                 |
| 16 | The Mothers in The Hood Affair |                 | 19 dicembre 2009  |                 |
| 17 | The Cheating Affair            |                 | 2 gennaio 2010    |                 |
| 18 | The Boris Bounces Back Affair  |                 | 9 gennaio 2010    |                 |
| 19 | The Pen is Mightier Affair     |                 | 16 gennaio 2010   |                 |
| 20 | The Day Lover Affair           |                 | 23 gennaio 2010   |                 |